# Halowe Mistrzostwa Europy w Lekkoatletyce 1974 – bieg na 3000 m mężczyzn
Bieg na 3000 metrów mężczyzn – jedna z konkurencji biegowych rozgrywanych podczas halowych lekkoatletycznych mistrzostw Europy w hali Scandinavium w Göteborgu. Eliminacje zostały rozegrane 9 marca, a bieg finałowy 10 marca 1974. Zwyciężył reprezentant Belgii Emiel Puttemans, który tym samym obronił tytuł zdobyty na poprzednich mistrzostwach.

## Rezultaty

### Eliminacje
Rozegrano 2 biegi eliminacyjne, do których przystąpiło 13 biegaczy. Awans do finału dawało zajęcie jednego z pierwszych czterech miejsc w swoim biegu (Q).
Opracowano na podstawie materiału źródłowego.
Bieg 1
| Miejsce | Zawodnik            | Czas    | Uwagi |
| ------- | ------------------- | ------- | ----- |
| 1       | Emiel Puttemans     | 7:54,23 | Q     |
| 2       | Ray Smedley         | 7:55,20 | Q     |
| 3       | Josef Jánský        | 7:55,49 | Q     |
| 4       | Jan Kondzior        | 7:56,20 | Q     |
| 5       | Dan Glans           | 7,57,95 |       |
| 6       | Bram Wassenaar      | 7:59,77 |       |
| 7       | Heinrich Händlhuber | 8:08,54 |       |

Bieg 2
| Miejsce | Zawodnik         | Czas    | Uwagi |
| ------- | ---------------- | ------- | ----- |
| 1       | Arne Kvalheim    | 7:58,44 | Q     |
| 2       | Pavel Pěnkava    | 7:58,95 | Q     |
| 3       | Paul Thijs       | 7:59,09 | Q     |
| 4       | Antonio Burgos   | 8:00,90 | Q     |
| 5       | Aldo Tomasini    | 8:05,19 |       |
| 6       | Ágúst Ásgeirsson | 8:44,28 |       |

### Finał
Opracowano na podstawie materiału źródłowego.
| Miejsce | Zawodnik        | Czas    | Uwagi |
| ------- | --------------- | ------- | ----- |
| 1       | Emiel Puttemans | 7:48,48 |       |
| 2       | Paul Thijs      | 7:51,76 |       |
| 3       | Pavel Pěnkava   | 7:51,79 | NR    |
| 4       | Arne Kvalheim   | 7:53,34 | NR    |
| 5       | Ray Smedley     | 7:54,43 |       |
| 6       | Josef Jánský    | 7:55,00 |       |
| 7       | Antonio Burgos  | 7:56,25 |       |
| 8       | Jan Kondzior    | 8:07,75 |       |